# 다니모토 아유미
다니모토 아유미(일본어: 谷本 歩実, 1981년 8월 4일~)는 일본의 유도 선수이다. 2004년 하계 올림픽과 2008년 하계 올림픽에서 하프미들급 2연속 우승을 달성했다.

## 경력
아이치현 안조시에서 태어난 다니모토는 1992년 하계 올림픽 라이트급 금메달리스트인 고가 도시히코에게 지도를 받았다. 2001년 4월에 몽골 울란바토르에서 열린 2001년 아시아 선수권 대회에서 카자흐스탄의 누르굴 타가예바를 꺾고 우승했고, 같은 해 7월에는 독일 뮌헨에서 열린 2001년 세계 선수권 대회에서 동메달을 획득했다.
2002년에 부산에서 열린 2002년 아시안 게임에서 조선민주주의인민공화국의 지경순을 누르고 금메달을 획득했다. 이후 2004년 5월에 카자흐스탄의 알마티에서 열린 2004년 아시아 선수권 대회에서 대한민국의 이복희를 꺾고 금메달을 획득했다. 같은 해 8월에 그리스 아테네에서 열린 2004년 하계 올림픽 하프미들급에서 오스트리아의 클라우디아 하일을 누르고 금메달을 획득했다.
2005년에는 이집트 카이로에서 열린 2005년 세계 선수권 대회에서 프랑스의 뤼시 데코스의 뒤를 이어 은메달을 획득했다. 2006년에는 카타르 도하에서 열린 2006년 아시안 게임에서 중화 타이베이의 왕친팡을 누르고 금메달을 획득했다. 이후 브라질 리우데자네이루에서 열린 2007년 세계 선수권 대회에서 동메달을 획득했다.
2008년에는 중국 베이징에서 열린 2008년 하계 올림픽에서 데코스를 누르며 2연패를 달성했다. 이후 2009년 프라하 오픈이 마지막 국제 대회가 되었고, 2010년에 은퇴를 선언했다.

## 같이 보기
- 올림픽 유도 메달리스트 목록